# Playa de As Canas
La Playa de As Canas se encuentra en la parroquia de Priegue, la cual pertenece al municipio de Nigrán, en la comunidad autónoma de Galicia (España) y se encuentra dentro de la comarca del Val Miñor. Se trata de una playa semiurbana de arena blanca y fina. Tiene unos 500 metros de longitud y unos 90 metros de anchura media.

## Galería de imágenes

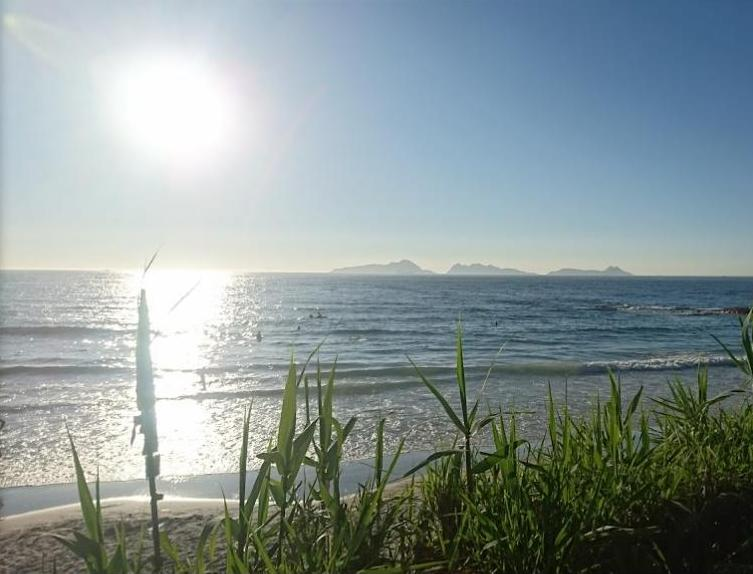
Playa de As Canas.

- Datos: Q29384354